# 히라타 마나
히라타 마나(일본어: 平田 真菜 ひらた まな[*], 1985년 4월 19일 ~ )는 일본의 여성 성우. 도쿄도 출신. 프로덕션 바오밥 소속.

## 출연작

### TV 애니메이션
- 그녀의 플래그가 꺾이면 - 곤다와라 후우
- 기동전사 건담 AGE - 아라벨 조이(1부)
- 너와 나 - 타치바나 치즈루(幼)
- 누라리횬의 손자 - 토리이 나츠미, 스가누마 시나코, 산노구치
- 도쿄 리벤저스 - 어느 피해자의 어머니
- 로보카 폴리 - 스쿨비.
- 마브러브 얼터너티브 - 스즈미야 하루카
- 메다카 박스 - 유노마에 오토메
- 바보와 시험과 소환수 - 시마다 하즈키, 니노 스미레, 사토 미호, 이와시타 리츠코, 사카모토 유우지(초등학생)
- 배틀 스피리츠 히어로즈 - 히노보리 하지메
- 사자에상 - 이시다
- 사키 -Saki- - 키요스미 고교 1학년
- 스캔2고 - 강새찬
- 유우키 유우나는 용사다: 대만개의 장 - 조연
- 역전세계의 전지소녀 - 아나운서, 쿠도 호소미치(少)
- 절대방위 레비아탄 - 라고
- 켄간 아슈라 - 카타하라 사야카
- 하늘의 소리 - 세이야
- 하이스쿨 D×D 시리즈 - 슈리아
- 황혼소녀×암네지아 - 아사기
- 히다마리 스케치 - 올리브 자매(미용사)의 동생 (3기 2화 단역)
- Another - 아야노 아야
- DOG DAYS - 리젤 콘키리에
- PSYCHO-PASS - 캔디
- DIABOLIK LOVERS - 베아트릭스
- 츠우카아 - 이타가키 네네
- 천청난만! - 전야제 사회자

### 웹 애니메이션
- Starry☆Sky - 나나미 카나타(幼)
- 무장중학생 - 마츠라 안
- 권원 아수라 - 카타하라 사야카
- 캡 혁명 보틀맨 - 코우가 코타

### 게임
- 드림 클럽 - 검은 옷의 아가씨
- 바이오하자드 RE:2 - 에마 켄도
- 스텔라 글로우 - 유안
- 우리 공주님이 제일 귀여워 - 소악마공주 차미
- STELLA GLOW - 유안

### 외화
- 김수로 - 버들(최아진)
- 추격자 - 은지(김유정), 지영(김선영)